# Mallinella migu
Espèce
Mallinella migu est une espèce d'araignées aranéomorphes de la famille des Zodariidae.

## Distribution
Cette espèce est endémique du Tibet en Chine,. Elle se rencontre dans le xian de Zayü.

## Description
Le mâle holotype mesure 9,57 mm.

## Systématique et taxinomie
Cette espèce a été décrite par Wang, Mu, Lu, Xu et Zhang en 2024.

## Étymologie
Son nom d'espèce lui a été donné en référence au lieu de sa découverte, Migu.

## Publication originale
- Wang, Mu, Lu, Xu & Zhang, 2024 : « Ant-eating spiders from Xizang, China (Araneae, Zodariidae). » ZooKeys, vol. 1200, p. 183-198 (texte intégral).